# Аредба, Румейса
Румейса Аредба (тур. Rumeysa Aredba; 1873, Абхазское княжество — 1927, Стамбул, Турция) — абхазская аристократка, придворная дама главной жены последнего османского султана Мехмеда VI Вахидеддина Назикеды Кадын-эфенди. Румейса провела большую часть жизни с семьёй султана и была автором мемуаров, раскрывающих подробности ссылки в Сан-Ремо и личности Мехмеда VI.

## Биография
Как писала сама Румейса, она родилась в 1873 году в Абхазском княжестве в семье князя Халиля Аредбы и при рождении получила имя Хатидже. Имя матери девочки неизвестно. Помимо Румейсы в семье Халиля-бея было ещё две дочери — Амине (1872—1946) и Пакизе (1876—1943); обе они позднее были выданы замуж в Стамбуле: Амине, получив имя «Назикеда», вошла в султанский гарем и стала одной из жён старшего сына султана Абдул-Азиза шехзаде Юсуфа Иззеддина-эфенди, а Пакизе — Эсад-бея, венгра по происхождению.
Как писал Харун Ачба в своей книге «Жёны султанов: 1839—1924», в 1876 году Румейса вместе с сёстрами и несколькими кузинами, среди которых были будущая жена султана Абдул-Хамида II Мезиде Кадын-эфенди и будущая жена султана Мехмеда VI Вахидеддина Назикеда Кадын-эфенди, была перевезена в Стамбул и передана в султанский гарем. Позднее Румейса была переведена во дворец Кандилли, в котором в то время проживала единокровная сестра султанов Абдул-Азиза и Абдул-Хамида II Джемиле-султан; здесь девочка и получила своё имя, а также обучалась языку и музыке. Когда в 1885 году кузина Румейсы Назикеда, также воспитывавшаяся в доме Джемиле-султан, стала женой Мехмеда Вахидеддина, Румейса покинула дворец и стала главной придворной дамой Назикеды.
В бытность Назикеды женой шехзаде Румейса была её единственной придворной дамой, а затем, когда Вахидеддин стал султаном, а Назикеда получила титул главной жены (башкадын-эфенди), Румейса возглавила штат придворных дам, состоявших из пяти человек. Именно с Румейсой у Назикеды сложились самые близкие отношения: каждое утро башкадын приглашала даму в свои покои, завтракала с ней и обсуждала вопросы гарема. Большую часть своей жизни Румейса провела при дворе Мехмеда VI, так и не обзаведясь собственной семьёй. Когда в 1924 году династия Османов была выслана из страны, Румейса последовала за султанской семьёй в Сан-Ремо. Состав свиты на время изгнания определяла сама Назикеда Кадын-эфенди и среди множества придворных дам для отъезда в Сан-Ремо башкадын выбрала Румейсу-ханым и Лейлу-ханым, однако в изгнание с госпожой отправилась только Румейса, поскольку в день отъезда Лейла потеряла сознание, и женщины уехали без неё.
Находясь в Сан-Ремо, Румейса написала мемуары «Дни султана Вахидеддина в Сан-Ремо» (тур. Sultan Vahdeddin'in San Remo Günleri), в которых раскрывала подробности жизни в изгнании и личности султана Мехмеда VI Вахидеддина. После смерти Мехмеда VI в 1926 году Румейса вернулась в Стамбул, поскольку её госпожа Назикеда отправилась к дочерям во французский Ментон и освободила Румейсу от её обязанностей. Румейса скончалась от рака год спустя в возрасте примерно 54 лет.